# Ghana-Gottesanbeterin
Die Ghana-Gottesanbeterin (Sphodromantis lineola) ist eine Fangschrecke aus der Familie der Mantidae. Die populäre Art wird häufig als Terrarientier gehalten.

## Merkmale

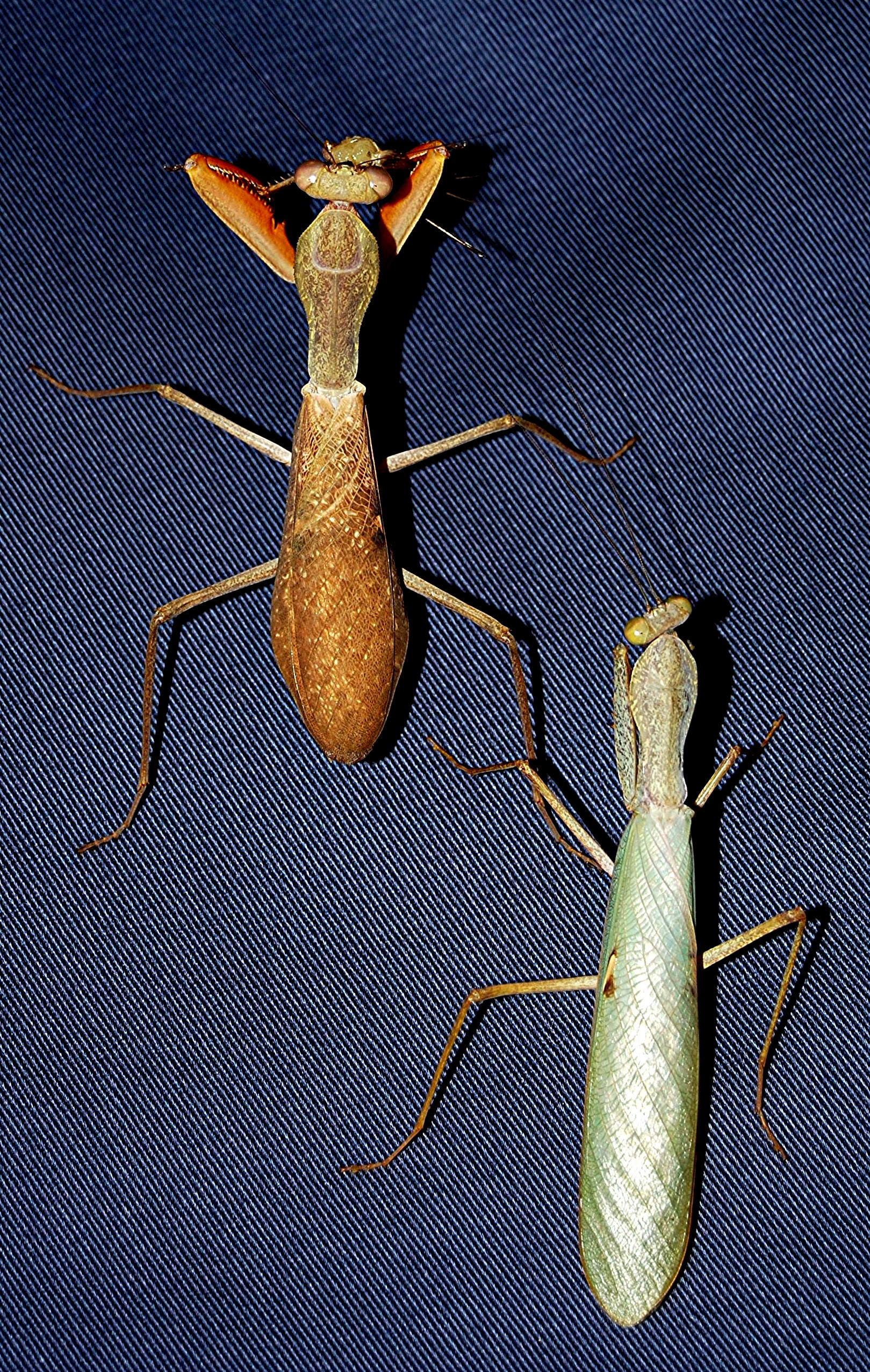
Links oben: Weibchen
Rechts unten: Männchen

Die Ghana-Gottesanbeterin ist eine verhältnismäßig große, robust gebaute Fangschrecke. Wie alle Vertreter dieser Ordnung hat sie einen dreieckigen Kopf und einen verlängerten Prothorax. Die Färbung der Art variiert zwischen gelb, grün und braun und kann während der Häutungen je nach Habitat angepasst werden. Zwischen dem Komplexauge und der Antenne erhebt sich beiderseits ein für die Gattung Sphodromantis typischer sogenannter Nebenaugenhöcker, der beispielsweise bei der ähnlichen Gattung Hierodula fehlt. Die Innenseite der Fangarme verfügt über eine gelbe Warnfärbung. Diese werden bei einer Drohgebärde einem potentiellen Angreifer entgegengehalten, während zusätzlich die Flügel aufgeschlagen werden. Nur im Notfall verteidigt sich die Fangschrecke mit Bissen oder den bedornten Fangarmen.
Ähnlich wie bei anderen Fangschrecken besteht auch bei der Ghana-Gottesanbeterin ein ausgeprägter Dimorphismus zwischen den beiden Geschlechtern. Das Weibchen erreicht eine Körperlänge von etwa 90 Millimetern, dazu hat es einen kräftigen, breiten Körperbau mit nur sechs Segmenten. Durch die kurzen Flügel, die nicht über das Abdomen hinausreichen, kann es nur wenige Meter fliegen. Das Männchen bleibt auch hier mit einer Körperlänge von gut 60 Millimetern kleiner, ist viel schlanker als das Weibchen gebaut und hat acht Segmente. Dazu hat es längere Flügel und kann somit erfolgreich fliegen.

## Vorkommen
Die Ghana-Gottesanbeterin kommt in West- und Ostafrika sowie Teilen Zentralafrikas und des südlichen Afrikas vor. Sie bevorzugt die Steppenvegetation, wo sie auf höhere Sträucher klettert oder auch im Geäst von Bäumen zu finden ist.

## Lebensweise
Wie bei anderen Fangschrecken handelt es sich bei der Ghana-Gottesanbeterin um einen in seinem Habitat getarnten Lauerjäger, der oftmals bewegungslos verharrt. Die Ghana-Gottesanbeterin ernährt sich wie andere Fangschrecken carnivor. Als Beutetiere kommen andere Gliederfüßer in passender Größe in Frage. Die Beute wird wie bei Fangschrecken üblich zuerst im Schleichgang verfolgt und, sobad das Beutetier in Reichweite gelangt, in Sekundenschnelle mit den bedornten Fangarmen gepackt und gefressen.
Bei der Ghana-Gottesanbeterin wurde ebenso wie bei der verwandten Afrikanischen Riesengottesanbeterin (Sphodromantis viridis) aus Ägypten und einigen anderen Arten beobachtet, dass sie im Terrarium auch an Obststückchen fressen. Ob es dabei um echte Nahrungsaufnahme oder nur um die Aufnahme von Flüssigkeit geht, oder ob es sich um eine Leerlaufhandlung im Ernährungsverhalten handelt, ist noch nicht geklärt.

### Fortpflanzung

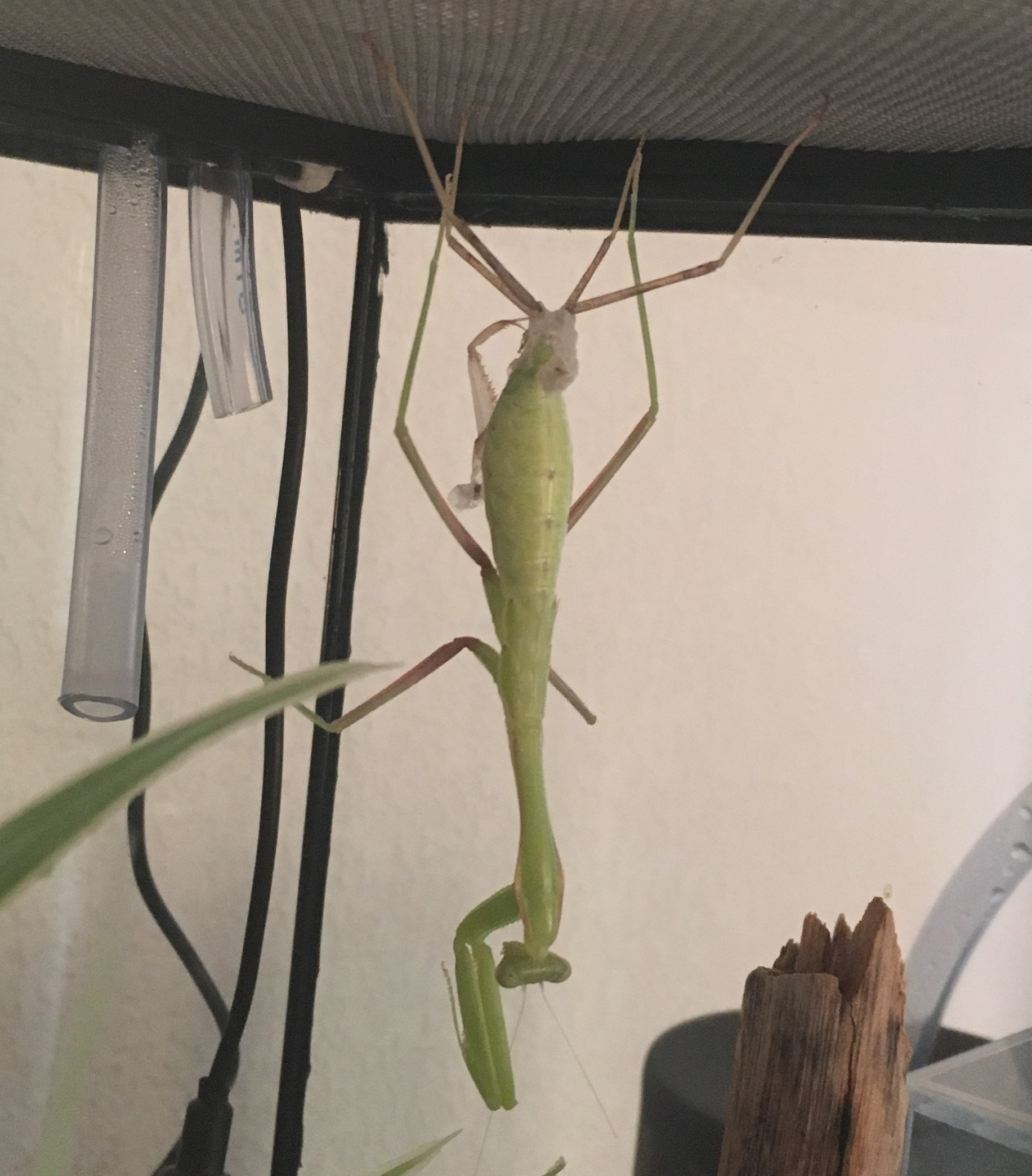
Die sechste Häutung eines Weibchens

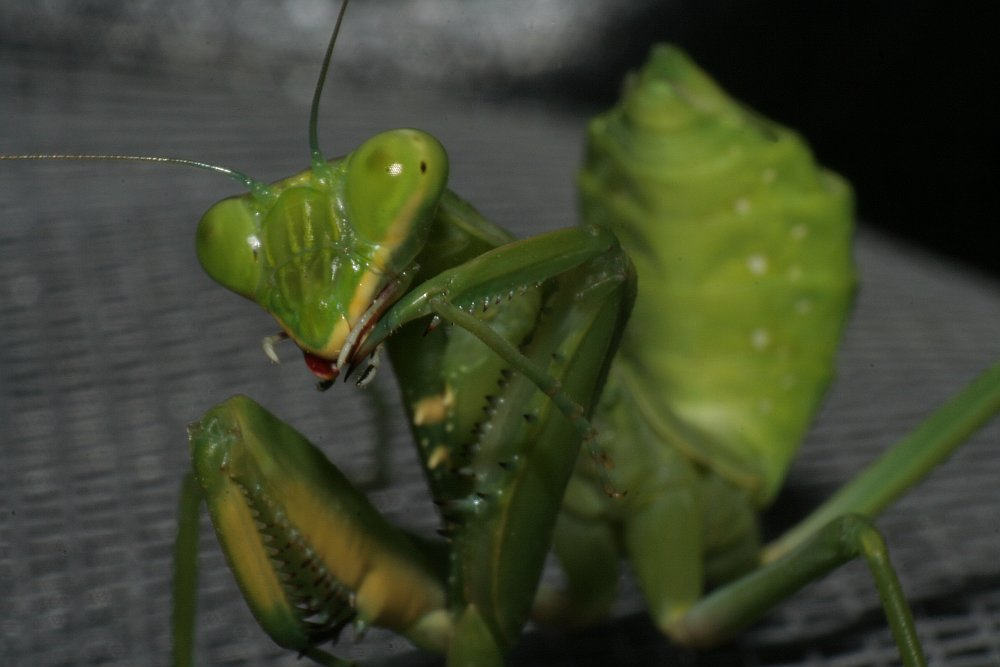
Grün gefärbtes Jungtier

Die Ghana-Gottesanbeterin erlangt wie die anderen Arten der Gattung ihre das Adultstadium nach der zehnten Häutung, die eigentliche Geschlechtsreife tritt allerdings erst beim Weibchen nach zwei und beim Männchen nach drei Wochen ein. Geschlechtsreife Weibchen sondern Pheromone aus, die Paarungswillige Männchen aus größerer Entfernung anlocken sollen, welche dann die Weibchen im Flug aufsuchen. Bei der sechs bis 18 Stunden dauernden Kopulation kommt es gelegentlich zu kannibalistischem Verhalten. Das ist in der Natur aber sehr selten; unter Terrarienbedingungen lässt sich das Risiko verringern, wenn nur gut genährte Weibchen verpaart werden. Das Weibchen bildet bis zu acht halbrunde, bis zu 40 Millimeter große und dunkel- bis braune Ootheken, die 70 bis 300 Eier enthalten können. Die erste Ootheek wird etwa vier Wochen nach der Paarung abgelegt, die weiteren folgen in einem Abstand von zwei bis vier Wochen. Die geschlüpften Jungtiere ernähren sich von kleineren Beutetieren, wie Fruchtfliegen, Springschwänzen, Blattläusen und ihren eigenen Artgenossen und besitzen nach dem Schlupf eine Größe von sechs Millimetern. Die weiblichen Tiere erreichen eine Lebensdauer von etwa 11, die männlichen eine von acht Monaten.

## Haltung im Terrarium
Bedingt durch ihre Robustheit und Pflegeleichtigkeit ist die Ghana-Gottesanbeterin wie andere Arten der Gattung ein beliebtes Terrarientier und wird oft als solches gehalten.

## Feinde und Parasiten
Gottesanbeterinnen werden von bestimmten Arten der Fliegen, Hautflügler und der Saitenwürmer parasitiert. Die Maden der Insekten können wie die Saitenwürmer in den Körper der Gottesanbeterinnen oder in die Ootheken eindringen und als Parasitoide in ihnen leben. Bei der Ghana-Gottesanbeterin wurde der Befall mit Maden der
Raupenfliegen (Tachinidae) beobachtet. Unter den Saitenwürmern sind es die Arten Chordodes ferox und Chordodes madagascariensis aus der Gruppe der Pferdehaarwürmer, die als Parasitoide der Ghana-Gottesanbeterin beobachtet wurden.

## Systematik
Es werden drei Unterarten unterschieden.
- Sphodromantis lineola lineola (Burmeister, 1838), das Typusexemplar stammt aus Sierra Leone
- Sphodromantis lineola pinguis La Greca, 1967, das Typusexemplar stammt aus La Maboke, Zentralafrikanische Republik
- Sphodromantis lineola speciosa La Greca & Lombardo, 1987, das Typusexemplar stammt aus Morogoro, Tansania

## Bilder

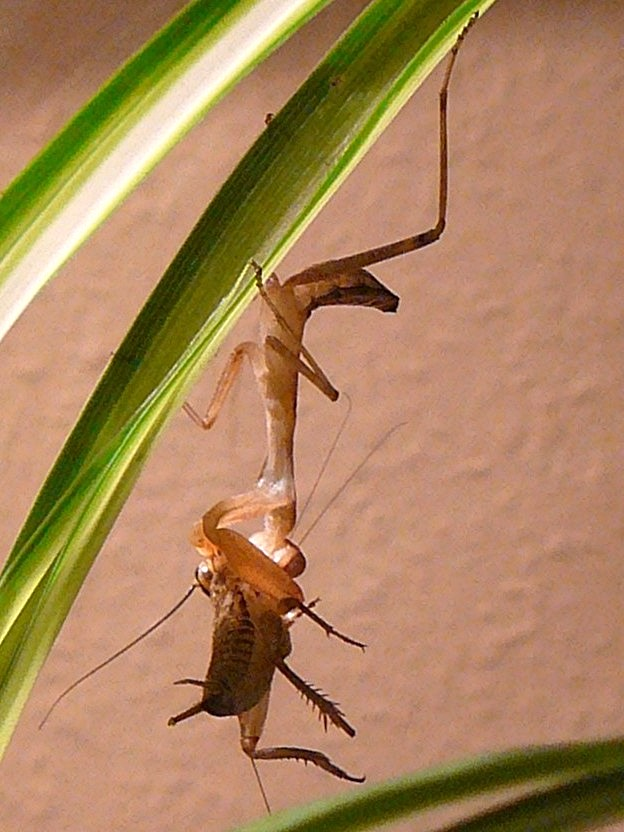
Larve mit erbeutetem Heimchen
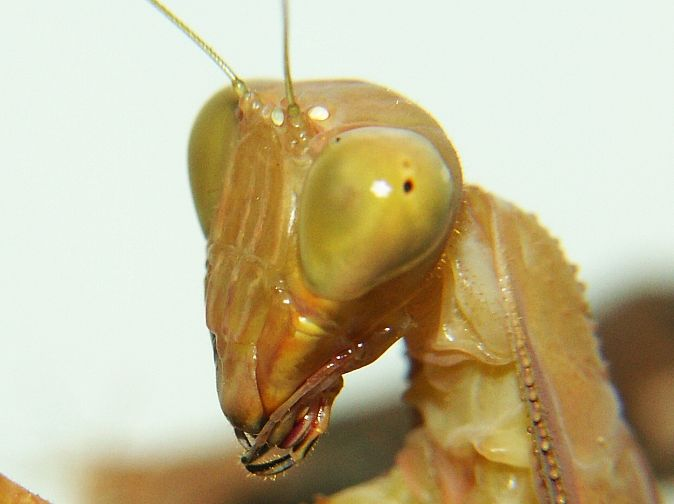
Kopf der Ghana-Gottesanbeterin
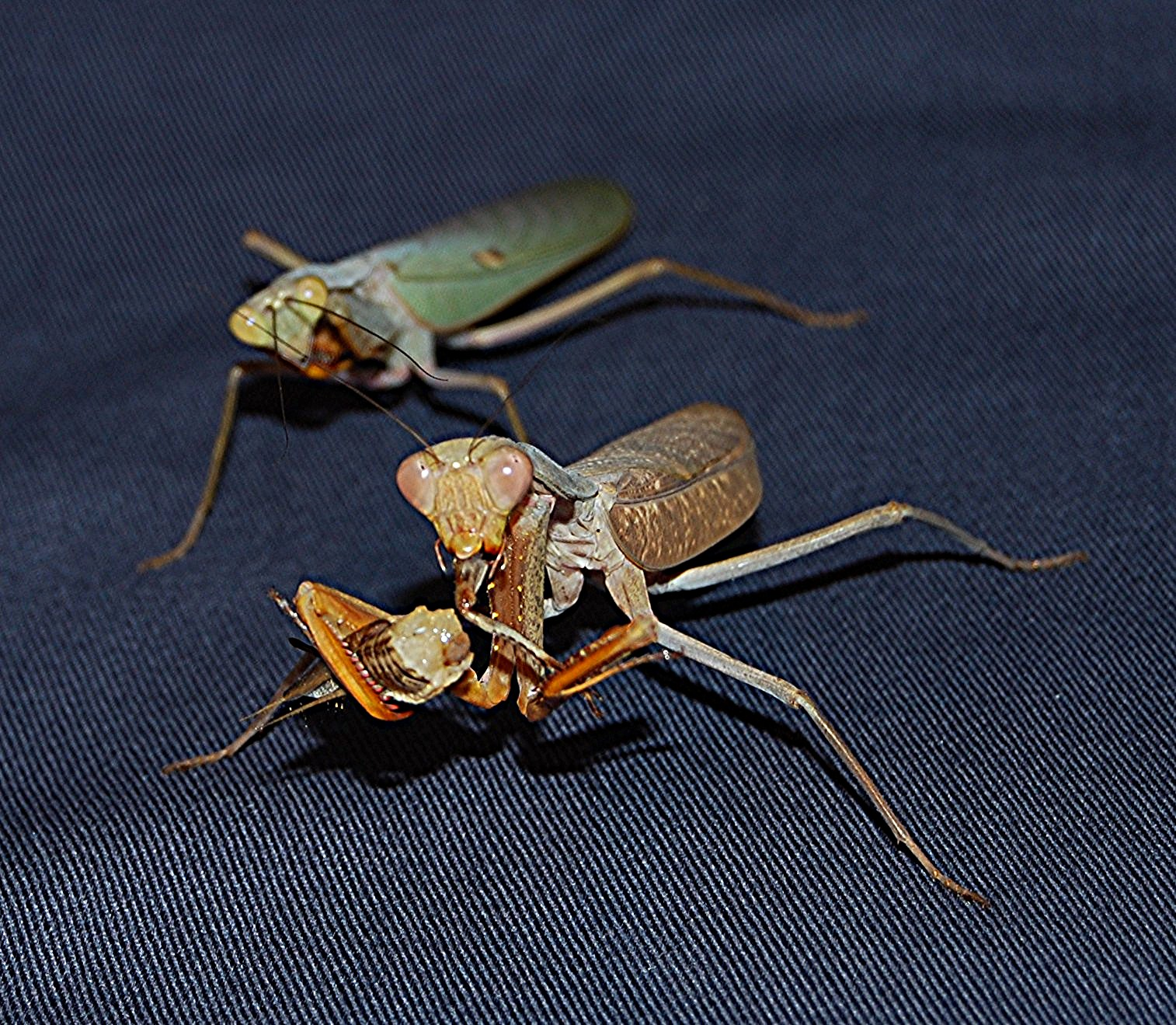
Männchen (grün) und Weibchen (braun)